# Kirghizistan ai Giochi della XXVIII Olimpiade
Il Kirghizistan partecipò ai Giochi della XXVIII Olimpiade, svoltisi ad Atene, Grecia, dal 13 al 29 agosto 2004, con una delegazione di 29 atleti impegnati in nove discipline.

## Delegazione
| Sport              | Uomini | Donne | Totale |
| ------------------ | ------ | ----- | ------ |
| Atletica leggera   | 1      | 6     | 7      |
| Ciclismo           | 1      | -     | 1      |
| Judo               | 1      | -     | 1      |
| Lotta              | 8      | -     | 8      |
| Nuoto              | 6      | -     | 6      |
| Pentathlon moderno | 1      | 1     | 2      |
| Pugilato           | 2      | -     | 2      |
| Sollevamento pesi  | 1      | -     | 1      |
| Tiro               | 1      | -     | 1      |
| Totale             | 22     | 7     | 29     |

## Risultati

### Atletica leggera
| Q | Qualificato al turno successivo per la Classifica in qualificazione                                                          |
| q | Qualificato per il turno successivo per ripescaggio o, negli eventi su campo, conquistando la misura minima per qualificarsi |

Maschile
Eventi su pista e strada
| Atleta          | Evento   | Finale    | Finale     |
| Atleta          | Evento   | Risultato | Classifica |
| --------------- | -------- | --------- | ---------- |
| Valerij Pisarev | Maratona | 2h40'10"  | 79º        |

Femminile
Eventi su pista e strada
| Atleta            | Evento         | Batteria  | Batteria   | Quarti di finale | Quarti di finale | Semifinale      | Semifinale      | Finale          | Finale          |
| Atleta            | Evento         | Risultato | Classifica | Risultato        | Classifica       | Risultato       | Classifica      | Risultato       | Classifica      |
| ----------------- | -------------- | --------- | ---------- | ---------------- | ---------------- | --------------- | --------------- | --------------- | --------------- |
| Elena Bobrovskaja | 100 m piani    | 11"76     | 6ª         | non qualificata  | non qualificata  | non qualificata | non qualificata | non qualificata | non qualificata |
| Oksana Lunëva     | 400 m piani    | 52"94     | 6ª         | N.D.             | N.D.             | non qualificata | non qualificata | non qualificata | non qualificata |
| Tat'jana Borisova | 1500 m piani   | 4'13"36   | 14ª        | N.D.             | N.D.             | non qualificata | non qualificata | non qualificata | non qualificata |
| Galina Pedan      | 400 m ostacoli | 59"02     | 7ª         | N.D.             | N.D.             | non qualificata | non qualificata | non qualificata | non qualificata |
| Irina Bogačëva    | Maratona       | N.D.      | N.D.       | N.D.             | N.D.             | N.D.            | N.D.            | dnf             | -               |

Eventi sul campo
| Atleta            | Evento        | Qualificazioni | Qualificazioni | Finale          | Finale          |
| Atleta            | Evento        | Distanza       | Classifica     | Distanza        | Classifica      |
| ----------------- | ------------- | -------------- | -------------- | --------------- | --------------- |
| Tat'jana Efimenko | Salto in alto | 1,89 m         | =23ª           | non qualificata | non qualificata |

### Ciclismo

#### Strada
Maschile
| Atleta       | Evento         | Tempo      | Classifica |
| ------------ | -------------- | ---------- | ---------- |
| Eugen Wacker | Corsa in linea | dnf        | -          |
| Eugen Wacker | Cronometro     | 1h01'00"47 | 23º        |

### Judo
Maschile
| Atleta          | Evento | 16-esimi               | Ottavi               | Quarti               | Semifinali           | Ripescaggio          | Finale               | Pos.            |
| Atleta          | Evento | Avversario Risultato   | Avversario Risultato | Avversario Risultato | Avversario Risultato | Avversario Risultato | Avversario Risultato | Pos.            |
| --------------- | ------ | ---------------------- | -------------------- | -------------------- | -------------------- | -------------------- | -------------------- | --------------- |
| Èrkin Ibragimov | -81 kg | Hawn (USA) V 0001–0010 | non qualificato      | non qualificato      | non qualificato      | non qualificato      | non qualificato      | non qualificato |

### Lotta

#### Libera
Maschile
| Atleta             | Evento  | Fase a gironi            | Fase a gironi            | Fase a gironi              | Fase a gironi | Quarti di finale     | Semifinale           | Finale / FB          | Finale / FB |
| Atleta             | Evento  | Avversario Risultato     | Avversario Risultato     | Avversario Risultato       | Pos.          | Avversario Risultato | Avversario Risultato | Avversario Risultato | Pos.        |
| ------------------ | ------- | ------------------------ | ------------------------ | -------------------------- | ------------- | -------------------- | -------------------- | -------------------- | ----------- |
| Ulan Nadyrbek Uulu | −66 kg  | Wöller (HUN) V 3–0 PO    | Fedoryšyn (PRK) P 1–3 PP | N.D.                       | 2º            | non qualificato      | non qualificato      | non qualificato      | 12º         |
| Aleksej Krupnjakov | −96 kg  | Ibragimov (UZB) P 0–3 PO | Kočev (IND) V 3–1 PP     | N.D.                       | 2º            | non qualificato      | non qualificato      | non qualificato      | 15º         |
| Jurij Mil'dzichov  | −120 kg | Mutalimov (GBR) V 3–1 PP | McCoy (USA) P 0–3 PO     | Miano-Petta (ITA) P 0–5 VB | 4º            | non qualificato      | non qualificato      | non qualificato      | 16º         |

#### Greco-romana
| Atleta            | Evento | Fase a gironi           | Fase a gironi                 | Fase a gironi             | Fase a gironi | Quarti di finale           | Semifinale           | Finale / FB          | Finale / FB |
| Atleta            | Evento | Avversario Risultato    | Avversario Risultato          | Avversario Risultato      | Pos.          | Avversario Risultato       | Avversario Risultato | Avversario Risultato | Pos.        |
| ----------------- | ------ | ----------------------- | ----------------------------- | ------------------------- | ------------- | -------------------------- | -------------------- | -------------------- | ----------- |
| Uran Kalilov      | −55 kg | Sheng J (CHN) P 1–3 PP  | Kiouregkian (GRE) P 0–5 TO    | Nyblom (DEN) P 0–3 PO     | 4º            | non qualificato            | non qualificato      | non qualificato      | 18º         |
| Kanatbek Begaliev | −66 kg | Zeidvand (IRI) P 0–3 PO | Sánchez (ESP) V 3–1 PP        | N.D.                      | 2º            | non qualificato            | non qualificato      | non qualificato      | 11º         |
| Danijar Kôbônôv   | −74 kg | Nagata (JPN) V 3–1 PP   | Yli-Hannuksela (FIN) P 0–3 PO | N.D.                      | 2º            | non qualificato            | non qualificato      | non qualificato      | 14º         |
| Žanarbek Kenžeev  | −84 kg | Bátky (SVK) P 1–3 PP    | Matsumoto (JPN) P 1–3 PP      | Abrahamian (SWE) P 1–3 PP | 4º            | non qualificato            | non qualificato      | non qualificato      | 13º         |
| Gennadij Čchaidze | −96 kg | Tarkong (PLW) V 4–0 ST  | Dinčev (BLG) V 3–1 PP         | N.D.                      | 1º Q          | Hashemzadeh (IRI) P 1–3 PP | non qualificato      | Peña (CUB) P 0–3 PO  | 5º          |

### Nuoto
Maschile
| Atleta           | Evento             | Batteria  | Batteria   | Semifinale      | Semifinale      | Finale          | Finale          |
| Atleta           | Evento             | Risultato | Classifica | Risultato       | Classifica      | Risultato       | Classifica      |
| ---------------- | ------------------ | --------- | ---------- | --------------- | --------------- | --------------- | --------------- |
| Semën Danilov    | 50 m stile libero  | 26"61     | =66º       | non qualificato | non qualificato | non qualificato | non qualificato |
| Ruslan Ismailov  | 200 m stile libero | 2'01"53   | 59º        | non qualificato | non qualificato | non qualificato | non qualificato |
| Vasilij Danilov  | 400 m stile libero | 4'15"32   | 44º        | N.D.            | N.D.            | non qualificato | non qualificato |
| Jurij Zacharov   | 200 m dorso        | 2'10"45   | 36º        | non qualificato | non qualificato | non qualificato | non qualificato |
| Evgenij Petrašov | 100 m rana         | 1'07"78   | 55º        | non qualificato | non qualificato | non qualificato | non qualificato |
| Anton Kramarenko | 200 m rana         | 2'28"59   | 46º        | non qualificato | non qualificato | non qualificato | non qualificato |

### Pentathlon moderno
| Atleta             | Evento         | Pistola   | Pistola   | Pistola  | Scherma | Scherma   | Scherma  | Nuoto    | Nuoto     | Nuoto    | Equitazione | Equitazione | Equitazione | Corsa    | Corsa     | Corsa    | Totale | Posizione finale |
| Atleta             | Evento         | Risultati | Posizione | Punti PM | Tempo   | Posizione | Punti PM | Penalità | Posizione | Punti PM | Tempo       | Posizione   | Punti PM    | Tempo    | Posizione | Punti PM | Totale | Posizione finale |
| ------------------ | -------------- | --------- | --------- | -------- | ------- | --------- | -------- | -------- | --------- | -------- | ----------- | ----------- | ----------- | -------- | --------- | -------- | ------ | ---------------- |
| Pavel Uvarov       | Gara maschile  | 181       | 8º        | 1108     | 10–21   | =31º      | 664      | 2'13"26  | 27º       | 1204     | 140         | 17º         | 1060        | 10'05"95 | 21º       | 980      | 5016   | 22º              |
| Ljudmila Sirotkina | Gara femminile | 168       | 23ª       | 952      | 14–17   | =19ª      | 776      | 2'26"92  | 20ª       | 1160     | 56          | 7ª          | 1144        | 11'46"95 | 26ª       | 896      | 4928   | 23ª              |

### Pugilato
Maschile
| Atleta            | Evento     | 16-esimi             | Ottavi               | Quarti               | Semifinali           | Finale               | Pos.            |
| Atleta            | Evento     | Avversario Punteggio | Avversario Punteggio | Avversario Punteggio | Avversario Punteggio | Avversario Punteggio | Pos.            |
| ----------------- | ---------- | -------------------- | -------------------- | -------------------- | -------------------- | -------------------- | --------------- |
| Ajbek Abdymomunov | Pesi gallo | Lassi (PAK) P 22–36  | non qualificato      | non qualificato      | non qualificato      | non qualificato      | non qualificato |
| Asylbek Talasbaev | Pesi piuma | Franco (KOR) P 15–32 | non qualificato      | non qualificato      | non qualificato      | non qualificato      | non qualificato |

### Sollevamento pesi
Maschile
| Atleta             | Evento          | Strappo   | Strappo    | Slancio   | Slancio    | Totale | Classifica |
| Atleta             | Evento          | Risultato | Classifica | Risultato | Classifica | Totale | Classifica |
| ------------------ | --------------- | --------- | ---------- | --------- | ---------- | ------ | ---------- |
| Ulanbek Moldodosov | -85 kg maschile | 150       | 14º        | 192,5     | 10º        | 342,5  | 11º        |

### Tiro a segno/volo
Maschile
| Atleta             | Evento                       | Qualificazioni | Qualificazioni | Finale          | Finale          |
| Atleta             | Evento                       | Punti          | Classifica     | Punti           | Classifica      |
| ------------------ | ---------------------------- | -------------- | -------------- | --------------- | --------------- |
| Aleksandr Babčenko | Carabina 10 m aria compressa | 588            | =33º           | non qualificato | non qualificato |
| Aleksandr Babčenko | Carabina 50 m a terra        | 591            | =24º           | non qualificato | non qualificato |
| Aleksandr Babčenko | Carabina 50 m 3 posizioni    | 1130           | 40º            | non qualificato | non qualificato |